# Adolph Schroedter

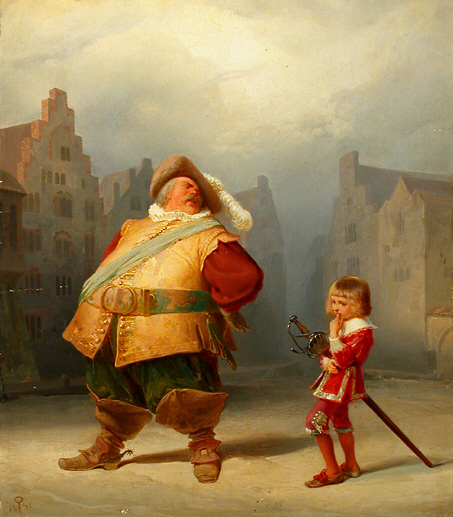
Adolph Schroedter, Falstaff e il suo paggio, 1841

Adolph Schroedter (Schwedt/Oder, 28 giugno 1805 – Karlsruhe, 9 dicembre 1875) è stato un pittore tedesco.

## Biografia
Nel 1820 studiò a Berlino, fu allievo di Ludwig Buchhorn e di Friedrich Wilhelm Schadow a Düsseldorf, dove giunse nel 1829. Fu maestro di Anton von Werner. Ha illustrato alcuni testi di Ludwig Uhland e Johann Musäus.

## Opere
Fra le sue opere più note:
- Der sterbende Abt (L'abate morente), 1831
- Die trauernden Lohgerber, 1832
- Die Weinprobe, 1832  (Nationalgalerie, Berlino)
- Rheinisches Wirtshaus, 1833 (Nationalgalerie, Berlino)
- Malvolio bei Olivia, 1851